# Capo Passero

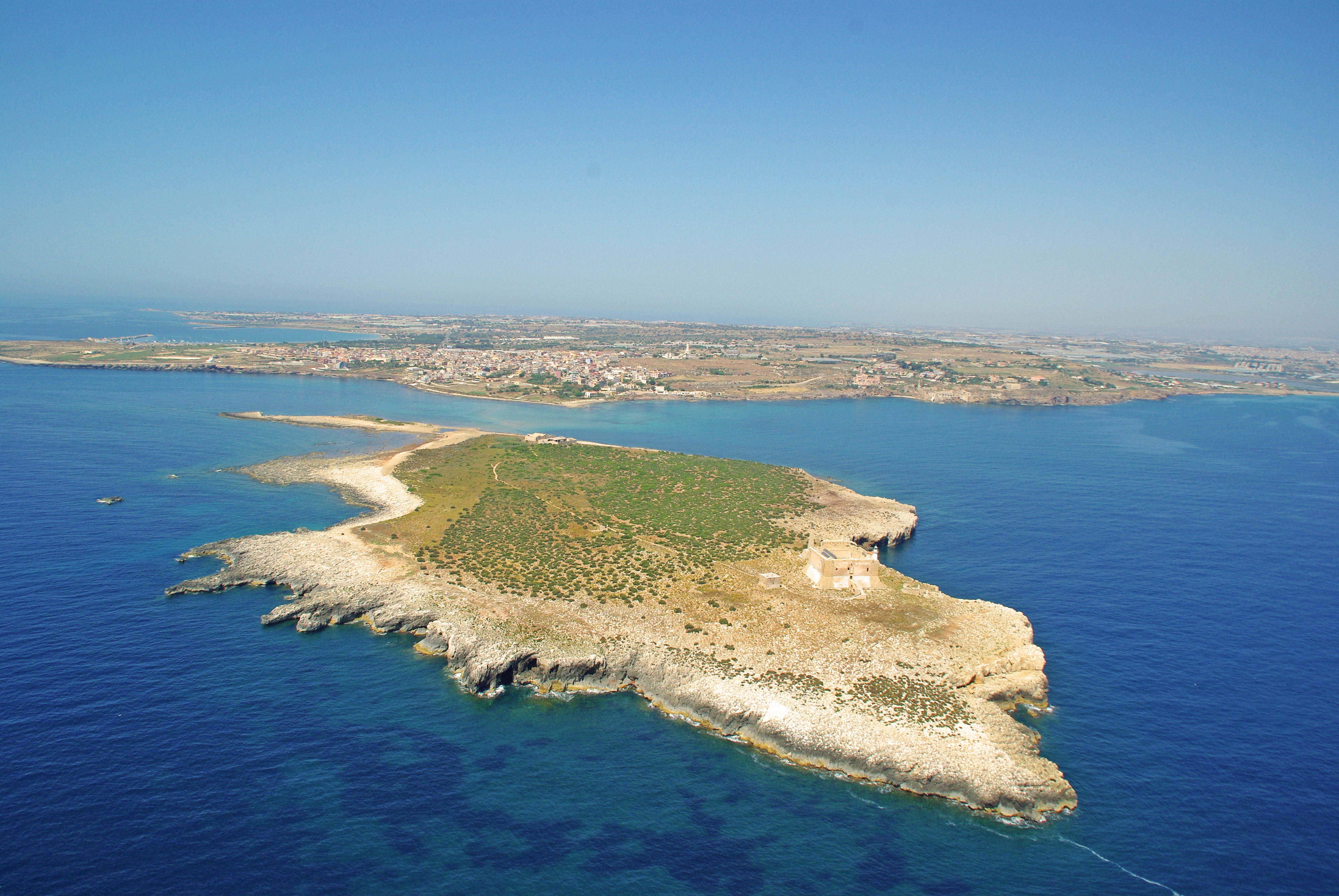
Isola di Capo Passero von Osten mit Capo Passero

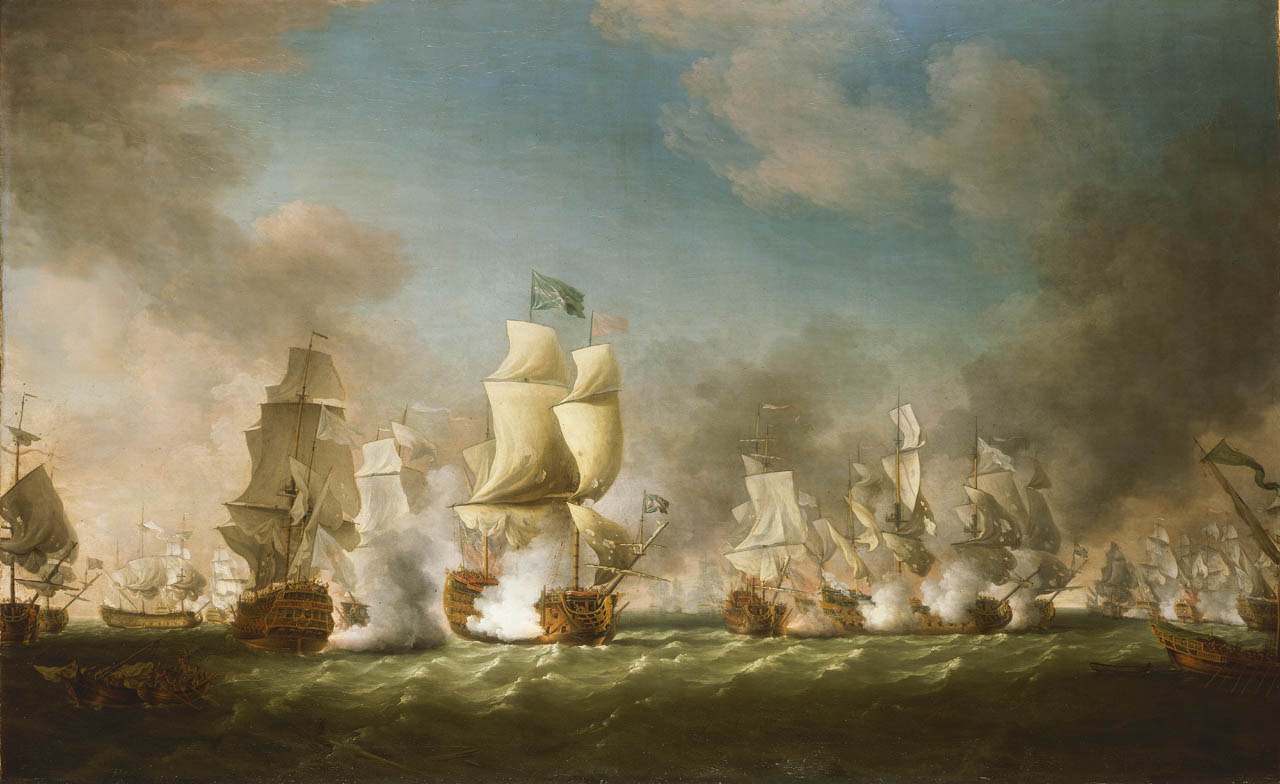
Schlacht vor Kap Passaro, Gemälde von Richard Paton, 1767

Capo Passero (antike Bezeichnung Pachynum) ist ein Kap an der Südostspitze der Insel Sizilien. Es liegt bei der Ortschaft Portopalo di Capo Passero und bildet die Ostspitze einer kleinen Insel, der Isola di Capo Passero, die dort etwa 300 m vor der sizilianischen Küste liegt.

## Geschichte
Auf dem Meer vor dem Kap trugen Spanien und Großbritannien am 11. August 1718 im Rahmen des Krieges der Quadrupelallianz die nach dem Kap benannte Seeschlacht aus. Eine britische Flotte unter Admiral George Byng griff ein spanisches Transportgeschwader an und vernichtete mehrere spanische Linienschiffe. Als Folge gewann Großbritannien die Seeherrschaft in diesem Gebiet.